# Dirka po Sloveniji 2004
Dirka po Sloveniji 2004 je bila enajsta izvedba Dirke po Sloveniji. To je bila etapna dirka UCI kategorije 2.5, ki je potekala od 4. do 9. maja 2002, v skupni dolžini 922 km in 5.510 višinskih metrov.
Skupno zmago je slavil Mitja Mahorič (Perutnina Ptuj), drugi Aleksandr Kučinski (Amore & Vita Beretta) in tretji Matic Strgar (Radenska Rog). Mahoriču je prvi, ki je uspel drugič zapored zmagati in prvi, ki je zmagal večkrat kakor enkrat.
Strgar je bil dobitnik pikčaste, modre in bele majice, Šved Jonas Ljungblad zelene majice (najboljši na letečih ciljih), ekipno je bila najboljša ekipa Krka Novo mesto.
Dirka je prvič prečkala naše meje. Kar na 4 etapah je zavila v Avstrijo, Italijo in Hrvaško.
Šesta kraljevska gorska etapa med Beljakom in Vršičem je bila zaradi slabega vremena skrajšana iz prvotnih 139 kilometrov na le 66 kilometrov, z ciljem prestavljenim na Ljubelj.

## Ekipe
Dirko je začelo 115 kolesarjev iz 20 ekip, od tega jo je končalo 79 kolesarjev.

### Profesionalni klubi
- Perutnina Ptuj
- Sava Kranj
- Volksbank-Ideal Leingrüber
- Team Hervis Apossort
- Team Macandina-Kewa Rad
- Amore & Vita–Beretta
- Team Nippo Japan
- Winfix Arnolds Sicherheit
- Cyber Team Faresin
- Saeco-Romer's-Wetzikon
- Axa Cycling Team
- Team Moser-AH.nl

### Amaterski klubi
- Rog Ljubljana
- TBP Lenart
- Krka Novo mesto
- Štajerska
- Kamen Pazin

### Državne reprezentance
- Avstrija
- Slovaška
- Nemčija

## Trasa in etape
| Etapa  | Datum   | Trasa                                                 | Dolžina         | Disciplina      | Disciplina      | Zmagovalec         |
| ------ | ------- | ----------------------------------------------------- | --------------- | --------------- | --------------- | ------------------ |
| 1      | 4. maj  | Izola – Trst (Italija)                                | 76 km           |                 | razgibana etapa | Aleksandr Kučinski |
| 2      | 4. maj  | Trst (Italija) – Nova Gorica                          | 72 km           |                 | ravninska etapa | Borut Božič        |
| 3      | 5. maj  | Ljubljana – Zagreb (Hrvaška)                          | 190 km          |                 | ravninska etapa | Borut Božič        |
| 4      | 6. maj  | Ormož – Ptuj                                          | 160 km          |                 | ravninska etapa | Jonas Ljungblad    |
| 5      | 7. maj  | Lenart – Beljak (Avstrija)                            | 208 km          |                 | ravninska etapa | Mitja Mahorič      |
| 6      | 8. maj  | Beljak (Avstrija) – Ljubelj Beljak (Avstrija) – Vršič | 66 km 139 km    |                 | gorska etapa    | Tomaž Nose         |
| 7      | 11. maj | Grosuplje – Novo mesto                                | 150 km          |                 | ravninska etapa | Peter Möhlmann     |
| Skupaj | Skupaj  | 922 km 995 km}}                                       | 922 km 995 km}} | 922 km 995 km}} | 922 km 995 km}} | 922 km 995 km}}    |

## Razvrstitev vodilnih
| Etapa          | Zmagovalec         | Skupno             | Po točkah          | Gorski cilji | Mladi kolesarji | Leteči cilji    | Ekipno               |
| -------------- | ------------------ | ------------------ | ------------------ | ------------ | --------------- | --------------- | -------------------- |
| 1              | Aleksandr Kučinski | Aleksandr Kučinski | Aleksandr Kučinski | Matic Strgar | Andrej Omulec   | Jonas Ljungblad | Amore & Vita Beretta |
| 2              | Borut Božič        | Aleksandr Kučinski | Jure Zrimšek       | Matic Strgar | Andrej Omulec   | Jonas Ljungblad | Amore & Vita Beretta |
| 3              | Borut Božič        | Andrej Omulec      | Jure Zrimšek       | Matic Strgar | Andrej Omulec   | Borut Božič     | Radenska Rog         |
| 4              | Jonas Ljungblad    | Borut Božič        | Jure Zrimšek       | Matic Strgar | Jure Zrimšek    | Borut Božič     | Perutnina Ptuj       |
| 5              | Mitja Mahorič      | Aleksandr Kučinski | Jonas Ljungblad    | Matic Strgar | Leon Makarovič  | Mitja Mahorič   | Perutnina Ptuj       |
| 6              | Tomaž Nose         | Mitja Mahorič      | Matic Strgar       | Matic Strgar | Matic Strgar    | Jonas Ljungblad | Krka Novo mesto      |
| 7              | Peter Möhlmann     | Mitja Mahorič      | Matic Strgar       | Matic Strgar | Matic Strgar    | Jonas Ljungblad | Krka Novo mesto      |
| Končni nosilci | Končni nosilci     | Mitja Mahorič      | Matic Strgar       | Matic Strgar | Matic Strgar    | Jonas Ljungblad | Krka                 |

## Končna razvrstitev
| Legenda | Legenda                      | Legenda | Legenda                          |
| ------- | ---------------------------- | ------- | -------------------------------- |
|         | Zmagovalec skupnega seštevka |         | Zmagovalec gorskih ciljev        |
|         | Zmagovalec po točkah         |         | Zmagovalec med mladimi kolesarji |
|         | Zmagovalec letečih ciljev    |         | Zmagovalec med ekipami           |

### Skupno
| Uvr. | Kolesar            | Ekipa                | Čas         |
| ---- | ------------------ | -------------------- | ----------- |
| 1.   | Mitja Mahorič      | Perutnina Ptuj       | 21h 48' 03" |
| 2.   | Aleksandr Kučinski | Amore & Vita Beretta | + 26"       |
| 3.   | Matic Strgar       | Radenska Rog         | + 41"       |
| 4.   | Miha Švab          | Krka Novo mesto      | + 54"       |
| 5.   | Jani Brajkovič     | Krka Novo mesto      | + 59"       |
| 6.   | Matija Kvasina     | Perutnina Ptuj       | + 1' 00"    |
| 7.   | Leon Makarovič     | Radenska Rog         | + 1' 01"    |
| 8.   | Drąsutis Stundžia  | Cyber Team Faresin   | + 1' 08"    |
| 9.   | Kjell Carlström    | Amore & Vita Beretta | + 2' 01"    |
| 10.  | Jonas Ljungblad    | Amore & Vita Beretta | + 2' 05"    |

### Po točkah
| Uvr. | Kolesar            | Ekipa                     | Točke |
| ---- | ------------------ | ------------------------- | ----- |
| 1.   | Matic Strgar       | Radenska Rog              | 64    |
| 2.   | Petr Herman        | Team Hervis Apossort      | 46    |
| 3.   | Mitja Mahorič      | Perutnina Ptuj            | 45    |
| 4.   | Christian Heule    | Team Macandina (Kewa Rad) | 45    |
| 5.   | Aleksandr Kučinski | Amore & Vita Beretta      | 44    |

### Gorski cilji
| Uvr. | Kolesar         | Ekipa                  | Točke |
| ---- | --------------- | ---------------------- | ----- |
| 1.   | Matic Strgar    | Radenska Rog           | 18    |
| 2.   | Mitja Mahorič   | Perutnina Ptuj         | 16    |
| 3.   | Tomaž Nose      | Krka Novo mesto        | 11    |
| 4.   | Jani Brajkovič  | Krka Novo mesto        | 9     |
| 5.   | Sascha Urweider | Saeco-Romer's-Wetzikon | 9     |

### Mladi kolesarji
| Uvr. | Kolesar         | Ekipa           | Čas         |
| ---- | --------------- | --------------- | ----------- |
| 1.   | Matic Strgar    | Radenska Rog    | 21h 48' 44" |
| 2.   | Miha Švab       | Krka Novo mesto | + 13"       |
| 3.   | Jani Brajkovič  | Krka Novo mesto | + 18"       |
| 4.   | Leon Makarovič  | Radenska Rog    | + 20"       |
| 5.   | Markus Eibegger | Avstrija        | + 1′ 14"    |

### Leteči cilji
| Uvr. | Kolesar         | Ekipa                  | Točke |
| ---- | --------------- | ---------------------- | ----- |
| 1.   | Jonas Ljungblad | Amore & Vita Beretta   | 12    |
| 2.   | Mitja Mahorič   | Perutnina Ptuj         | 8     |
| 3.   | Sascha Urweider | Saeco-Romer's-Wetzikon | 7     |
| 4.   | Andrej Omulec   | Radenska Rog           | 6     |
| 5.   | Valter Bonča    | Perutnina Ptuj         | 4     |

### Ekipno
| Uvr. | Ekipa                   | Čas          |
| ---- | ----------------------- | ------------ |
| 1.   | Krka Novo mesto         | 65h 25' 36"  |
| 2.   | Perutnina Ptuj          | + 1′ 21″     |
| 3.   | Amore & Vita Beretta    | + 3′ 17″     |
| 4.   | Team Macandina-Kewa Rad | + 6′ 14″     |
| 5.   | Slovaška                | + 9′ 07″     |
| ...  | ...                     | ...          |
| 6.   | Radenska Rog            | + 14′ 02″    |
| 7.   | Sava Kranj              | + 30′ 14″    |
| 14.  | TBP Lenart              | + 1h 40′ 26″ |